# Aenictus exilis
Aenictus exilis é uma espécie de formiga do gênero Aenictus.